# Romanische Bibliographie
La Romanische Bibliographie (Bibliografía de las Lenguas Romances y sus Literaturas) es la única publicación bibliográfica especializada en las lenguas y literaturas romances. Registra datos bibliográficos de monografías, colecciones y artículos sobre las lenguas y literaturas romances, a excepción de la literatura francesa que a partir de 1970 se deja de incluir.
La Romanische Bibliographie se publica en edición impresa, anualmente, en dos volúmenes y también está disponible en internet. En esta página (https://www.degruyter.com/view/db/rom) se recogen todos los datos de los artículos bibliografiados desde 1965 hasta la actualidad, así como las reseñas de libros de los años 1965-1997.

## Estructura
La  edición impresa se publica, anualmente, en dos volúmenes:
- 1ª parte: Índices, Lingüística, Registro
- 2ª parte: Literatura

En esta publicación se registran tanto monografías, colecciones, ediciones, traducciones como artículos de revista y contribuciones en colecciones.  En total las entradas ascienden a varios millares cada año.
El registro de las entradas se realiza mediante un minucioso sistema de clasificación que consiste en el etiquetado proporcionado por una lista de palabras clave constantemente actualizada y ampliada.
En el primer volumen de la versión impresa, aparecen además el índice de los escritores, de los autores de los artículos registrados y de las materias, que permiten una búsqueda rápida en caso de desconocimiento de la propia clave del sistema de la RB.
La versión en internet permite hacer búsquedas más complejas.

## Historia
La Romanische Bibliographie se publicó por primera vez en 1877, como suplemento de la revista Zeitschrift für romanische Philologie, con la documentación recogida en 1875/1876. Siguió como suplemento de esta revista hasta 1961.
Durante los años 1915-1923 no se publicó la RB. 
Desde el año 1961 (aunque publicado en 1968), la Bibliografía de las lenguas romances y sus literaturas aparece como publicación independiente con el título Romanische Bibliographie. Durante dos años, el título de la RB apareció en tres idiomas: Romanische Bibliographie. Bibliographie Romane. Romance Bibliography.
Los datos bibliográficos de 1877 a 1938/39 aparecen en la editorial Max Niemeyer Verlag, Halle (Saale). Entre los años 1940/1950, publicados en conjunto, y 2007 la RB se publica en la editorial Max Niemeyer Verlag, Tübingen (en 2003 como sello editorial de K.G. Saur Verlag GmbH, München, de 2004-2007 como sello editorial de Walter de Gruyter Gmbh & Co. KG). 
Desde 2008 la Romanische Bibliographie se publica con la editorial De Gruyter, Berlín, Boston.
Lista de los editores desde 1924/1926:
- Años 1924/26: Fr. Ritter
- Años 1927–1940/50: Alwin Kuhn
- Años 1951/55: Alwin Kuhn y Otto Klapp
- Años 1956/60: Alwin Kuhn
- Años 1961/62: Kurt Reichenberger
- Años 1963/64: Kurt Reichenberger y Gustav Ineichen
- Años 1965/66–1993: Gustav Ineichen
- Años 1994–1996: Gustav Ineichen y Günter Holtus
- Años 1997–2011: Günter Holtus
- Años 2012– : Guido Mensching

El sistema de clasificación de la RB, con el etiquetado válido hasta hoy, se introdujo en 1965/66 (publicado en 1972). 
En 2006, la editorial Max Niemeyer Verlag, Tübingen publicó los índices acumulados durante los años 1992-2002.
Además de la edición impresa publicada entre los años 2000 y 2008 en Max Niemeyer Verlag, Tübingen, aparecen también los datos bibliográficos de los años 1997-2005 en CD-ROM. 
Desde 2011 está disponible la base de datos en línea, que se actualiza constantemente en cortos intervalos de tiempo y asciende anualmente en más de 10000 entradas.

## Enlaces
- Visualización de las ediciones 1877-1964 en Gallica
- Visualización de las ediciones 1965-1992 en Gallica
- Banco de datos: https://www.degruyter.com/view/db/rom

- Datos: Q42617717